# Кански замък
Вижте пояснителната страница за други значения на Кан.
Замъкът на Кан (на френски: Château de Caen) се намира в град Кан, Франция (департамент регион Долна Нормандия, департамент Калвадос).
Построен е от Уилям Завоевателя през 1060 г. Със своите 5,5 ха площ е сред най-големите замъци в Европа. Исторически паметник на Франция от 1886 г.